# خدای شخص‌وار
یک خدای شخص‌وار یا خدای شخص‌گونه، خدایی است که می‌تواند به عنوان شخص با آن رابطه برقرار گردد، برخلاف «نیروی غیرشخص‌وار» مانند مفهوم مطلق فلسفی، «همه» یا «زمینه هستی».
در متون مقدس ادیان ابراهیمی، خدا به عنوان خالقی شخص‌وار توصیف شده‌است، که به صورت اول شخص صحبت می‌کند، احساساتی مانند خشم و تکبر بروز می‌دهد و گاهی در اشکال انسان‌وارانه ظاهر می‌شود. برای نمونه در تورات، خدا با پیامبران خود صحبت کرده و به آن‌ها فرمان می‌دهد، و دارای اراده، احساسات (مثل خشم، غم و شادی)، بخشش، مهربانی، تندی و دیگر ویژگی‌های انسانی است.
روابط شخص‌وار با خدا ممکن است به طریق مشابه روابط بین انسان‌ها (مثل پدر در مسیحیت یا دوست در تصوف) توصیف شود.

## میزان اعتقاد به خدای شخص‌وار در ایالات متحده
بر اساس یک نظر سنجی در مرکز پژوهش پیو (Pew) در ایالات متّحده، ۶۰٪ از بزرگسالان معتقداند خدا شخص‌وار است و افراد می‌توانند با او ارتباط برقرار کنند. ۲۵٪ دیگر نیز خدا را نیرویی غیرشخص‌وار تلقّی کرده‌اند. بر اساس نظر سنجیِ دیگری در مرکز پژوهش دیدگاه ملّی، ۶۷٪ از بزرگسالان ایالات متّحده به خدای شخص‌وار اعتقاد دارند.

## دیدگاه ادیان

### هندوئیسم
سنت‌های Vaishnava و Saiva دین هندویی در اعتقاد به ماهیت شخص‌وار و غایی برای خدا اشتراک دارند. Vishnu Sahasranama شخص ویشنو را Paramatma (روح اعلی) و Parameshwara (خدای اعلی) قلمداد می‌کند؛ در حالی که رودرام (Rudram) همین نسبت را برای شیوا عنوان می‌کند. در الهیات کریشنا محور (کریشنا اکثراً گونه‌ای از شیوا در نظر گرفته می‌شود به استثنای Gaudiya Vaishnavas) عنوان Svagam Bhagavan منحصراً برای تشخیص صورت شخص‌وار کریشنا استفاده می‌شود که اشاره به Gaudiya Vaishnava , Nimbarka Sampradaya و پیروان Vallabha دارد. در حالی که شخص ویشنو و نارایانا چیزهایی هستند که از آن‌ها به عنوان خدای شخص‌وار اصلی دیگر سنت‌های Vaishnava یاد می‌شود.

### مسیحیّت
الهیدان مسیحی آلیستر مک کریث می‌نویسد که دلایل روشنی حاکی از مسلّم بودن مفهوم خدای شخص‌وار در بینش مسیحی وجود دارد اما باید دانست که این در حقیقت یک قیاس است. «بیان اینکه خدا شبیه یک شخص است برای نشان دادن توان و اشتیاق الهی برای ارتباط با دیگران است. این نکته مستلزم انسان بودن خدا یا قرار گرفتن او در نقطهٔ خاصّی از جهان نیست.»
در مقوله تثلیث مسیحی، بر سر این مسئله که آیا روح‌القدس خدایی غیرشخص‌وار است _که گاه توسط عده‌ای نیرویی مرتبط با قوّه برق تلقّی می‌شود _ یا خدایی شخص‌وار مشاجره‌های بسیاری وجود دارد. عالمان روح‌شناسی در بحث روی این مسئله، یسوع (خدای پسر) و خدای پدر را دو شخص یا جنبه از یک خدای واحد در تصوّر می‌آورند: یسوع از Ousia یا جوهره‌ای همچون آنِ خدای پدر می‌باشد که در سه شخص یا اقنوم متجلّی گشته‌است. (پدر، پسر و روح‌القُدُس)
علاوه بر این اعتقادات عشای ربانی و شام آخر نیز دلالت بر فهم ناحیه‌ای از دین دارد که در اکثر موارد فراتر از حدود شخص‌وار درک می‌شوند و در نزد الهیدانان از آن با عنوان «پیکر عرفانی» یاد می‌شود.
مسیحیان ناتثلیثی منکر این هستند که یسوع اقنوم یا شمایل خدا باشد.

### یهودیت
الهیات یهود خدا را شخص‌وار نمی‌داند. از سویی اشاره‌هایی به مشخصه‌های انسان‌گونه خدا در کتاب مقدس مانند «دست خدا»، وجود دارد اما یهود معتقد است این‌ها صنایع ادبی هستند و هدف از آن‌ها تنها ملموس‌تر کردن خدا برای خواننده بوده‌است. خدا فراتر از فهم بشر است و راه‌های بسیاری برای تعریف او وجود دارد. گفته شده‌است که خدا می‌تواند هم شخص‌وار و هم غیرشخص‌وار باشد؛ از سویی او با آفرینش خویش ارتباط دارد و از سویی وجود او فراتر از تمام روابط است.

### اسلام
در اکثر منابع اسلامی از خدا به عنوان عرضه‌کنندهٔ شفقت و عدالت یاد شده‌است. قرآن مسلمانان را امر به گرایش سوی خدا برای کسب یاری، راهنمایی و پشتیبانی می‌کند. اسلام همچنین خدا را وجودی فراتر از ادراک بشری معرّفی می‌کند و بهترین راه برقراری ارتباط با خدا را اجرای فرمان‌هایش می‌داند.

### دیدگاه قرآن
قرآن از وجود حقیقتی مطلق و یگانه سخن می‌گوید که برتر از جهان است؛ وجودی واحد و نادیدنی که مستقل از تمام آفرینش است. قرآن به روشنی با هر گونه مانند کردن خدا به آفریده‌ها مخالفت می‌ورزد؛ به عبارتی هرآنچه یک مؤمن به عنوان خدا در تصوّر خویش می‌آورد خدا نیست؛ چرا که خدا در حقیقت وجودی ماورائی و فراتر از تجربه است.
طبق بیان قرآن:
سوره اخلاص (سوره ۱۱۲: ۴–۱):
قُلْ هُوَ اللَّهُ أَحَدٌ ﴿۱﴾ اللَّهُ الصَّمَدُ ﴿۲﴾ لَمْ یَلِدْ وَلَمْ یُولَدْ ﴿۳﴾ وَلَمْ یَکُنْ لَهُ کُفُوًا أَحَدٌ ﴿۴﴾
بگو که خدا یکتاست (۱) آن خدایی که بی‌نیاز است (۲) نه زاده‌است و نه زاییده شده‌است (۳) و نه هیچ‌کس مثل و همتای اوست (۴)

### دیدگاه مذاهب اسلامی
دو مذهب اسلامی شیعه و سنی در اینباره اختلافی فاحش با یکدیگر دارند. اکثر اهل تسنّن به خدایی شخص‌وار معتقداند.
بعضی علمای اهل تسنّن عقایدی را ابراز کرده‌اند که دلالت بر تصوّر بدن برای خدا دارد؛ اما نه از نوعی که همه می‌شناسیم. اکثر اهل تسنّن صورت، دست و پای الله را به عنوان اندام‌های جسمانی تفسیر نمی‌کنند. به واقع شماری حدیث در کتاب صحیح بخاری وارد شده‌است که بیان می‌دارد خدا نشانه‌ای بر ساق پای خود دارد و ساقش را بر دوزخ قرار می‌دهد و ادامه مطلب. به عنوان مثال در صحیح بخاری، نسخه انگلیسی-عربی آن، حدیث ۹۵۳۲، خدا با نشانه‌ای روی ساقش معرّفی شده‌است و هنگامی که ساقش را آشکار کند افراد او را خواهند شناخت. یا در همان نسخه، حدیث ۹۶۰۴ و ۹۵۱۰، گفته می‌شود الله دارای انگشتانی است. این مطالب با عنوان‌های استعاری به کار رفته‌اند و به انگشت، دست و ساقِ حقیقی اشاره ندارند.
خدای شخص‌وار توسط مذهب تشیّع شدیداً مورد ردّ و انکار قرار گرفته‌است. به عنوان مثال در کتاب نهج‌البلاغه، یکی از بزرگ‌ترین کتاب‌های تشیّع، چنین آمده‌است:
«ستایش مخصوص خداوندی است که آفرینش مخلوقش دلیل وجود او است، و حادث بودن آن‌ها دلیل ازلیت وی، و شباهت داشتن مخلوقات (به یکدیگر)، دلیل آن است که شبیه و نظیر ندارد. عقل‌ها کُنه ذاتش را درک نمی‌کنند و پرده‌ها و پوشش‌ها اصل وجودش را مستور نمی‌سازند، زیرا صانع و مصنوع با هم فرق دارد و محدودکننده و محدودشونده و پروردگار و پرورده‌شده با هم متفاوت‌اند. «یکی» است ولی نه به معنی وحدت عددی؛ بلکه به این معنا که شبیه و نظیر و مانند ندارد. «خالق و آفریننده» است اما نه این که حرکت و رنجی در این راه متحمل می‌شود، «شنوا» است ولی نه اینکه وسیله شنوایی در اختیار داشته باشد. «بینا» است ولی نه این که به وسیلهٔ چشم و باز کردن پلک‌ها، قدرت مشاهده پیدا کند. در «همه جا حاضر» است نه اینکه مماس با اشیاء باشد. از «همه جدا» است ولی نه اینکه مسافتی بین او و موجودات باشد. «آشکار» است نه با دید چشم، «پنهان» است نه به خاطر کوچکی و ظرافت، از موجودات با غلبه و قدرت جدا است، و موجودات به خاطر خضوع در برابرش و رجوع به سویش از او مباین هستند. کسی که او را با صفات مخلوقات توصیف کند محدودش ساخته، وکسی که برایش حدی تعیین کند وی را به شمارش درآورده. و آن کس که او را بشمارش آورد ازلیتش را ابطال کرده. و کسی که بپرسد، «چگونه است» توصیفش کرده و هر که بگوید: کجا است؟ مکان برای او قائل شده. «عالم» بوده آن گاه که معلومی وجود نداشت. «مالک وپروردگار» بوده، حتی آن زمان که پرورده‌ای نبود. «قادر و توانا» بوده حتی در آن زمان که مقدوری وجود نداشت.»